# Kanton Bourgs sur Colagne
 Bourgs sur Colagne is een kanton van het Franse departement Lozère. Het kanton maakt deel uit van het arrondissement Mende. In 2021 telde het 6.873 inwoners.

Het kanton werd gevormd ingevolge het decreet van 25 februari 2014 , met uitwerking op 22 maart 2015, met Bourgs sur Colagne als hoofdplaats.
Het kanton werd bij zijn vorming ‘Kanton Chirac’ genoemd, maar de naam werd bij decreet van 5 maart 2020 aangepast aan de in 2016 gewijzigde naam van zijn hoofdplaats.

## Gemeenten
Het kanton omvatte 13 gemeenten bij zijn oprichting.
Op 1 januari 2016 werden de gemeenten Chirac en Le Monastier-Pin-Moriès
samengevoegd tot de fusiegemeente (commune nouvelle) Bourgs sur Colagne.
Sindsdien omvat het kanton volgende 12 gemeenten :
- Balsièges
- Barjac
- Bourgs sur Colagne
- Cultures
- Esclanèdes
- Gabrias
- Grèzes
- Montrodat
- Palhers
- Saint-Bonnet-de-Chirac
- Saint-Germain-du-Teil
- Les Salelles